# Михаил Апостолов
Михаил Апостолов Райнов, наричан Михал Постолов, Попето и Черкез Михаил, е подофицер от българската армия и деец на Върховния македоно-одрински комитет и на Вътрешна македоно-одринска революционна организация. Михаил Апостолов е първият войвода на агитационно-организаторска чета на ВМОРО.

## Биография

### Ранни години
Михаил Апостолов е роден в село Горна Диканя, Радомирско, на 8 януари 1871 г. Израства в много бедно бежанско семейство от горноджумайското село Бистрица. Майка му умира и баща му го изпраща в София, където завършва трети клас в Софийската гимназия, но се отказва поради безпаричие. Отбива военната си служба в кавалерията - 1-ви конен полк, и стига до чин подофицер. Напуска армията и става стражар в конната полиция в София. През 1895 г., когато Македонският комитет в София организира четническата акция в Македония, той напуска стражарската служба и тръгва с четата на поручик Петър Начев. След четническа акция се завръща в София. Среща се с Гоце Делчев, който по това време организира първите чети на Вътрешната организация, които трябва да влязат в Македония. Гоце Делчев решава да привлече български военни във ВМОРО, за да издигне авторитета ѝ пред населението и за да подобри бойните умения на четниците. Михаил Апостолов - Попето и Марко Лерински, а малко след това и Христо Чернопеев са първите български подофицери във ВМОРО.

### Години във ВМОРО
За пръв път като войвода на ВМОРО влиза в Македония през 1897 г., а четата му е от 7 души. Всички са от свободните части на България и имат военна подготовка: Васил Иванов Чочов – старши подофицер от 1-ви пехотен полк, войвода на четата, Александър Маринов от Пловдив – ученик от унтерофицерското училище, Филип Григоров, ученик от същото училище, Никола Петров, унтерофицер и други. Четата има като район на действие Малешево, но действа и в Кочанско, Радовишко и Струмишко.
На 20 юли 1897 г., заедно с четата на Гоце Делчев убиват четирима черкези в село Буйковци. На 14 септември 1897 г. Михаил Попето отвлича богатия турчин Назъм бей от Струмица. През 1898 г. четата на Попето, вече от 13 души, обикаля Сярско и Кукушко, а през 1899 г. Михаил Попето обикаля Воденско и Ениджевардарско като се среща с Илия Кърчовалията, Иван Карасулийски и Апостол Петков. Четник при Попето е бил и Михаил Чаков - учител, който от 1901 до 1908 предвожда различни чети в Македония. През февруари 1900 г. преминава през село Оризарци, Гевгелийско, като четата му по това време наброявала 15-20 души, по-късно през лятото се прехвърля в Кукушко. Сражава се с турски въоръжени сили при село Дъмбово, в Кожух планина и на други места. Същата година като апостол, продължава да обикаля из Македония, този път в Тиквешко.
В 1901 година Петър Юруков, Михаил Герджиков и Попето са в село Сборско. Предадени са от гъркомани, селото е обсадено от войска и четата от десетина души започва сражение, в което загива четникът на Попето Тодор Тетовчето, а Юруков и Попето са ранени.
На път от Кукушко към Петричко на 21 март 1902 година четата на Михаил Апостолов е застигната от силна турска потеря и влиза в сражение с нея между селата Чугунци и Гавалянци, Кукушко, в което войводата Михаил Попето загива. Погребан е в двора на църквата в Гавалянци (или Чугунци).
През седемгодишната му дейност през четата му като негови възпитаници минават редица видни дейци на ВМОРО като Михаил Герджиков, Никола Дечев, Петър Юруков, Делчо Коцев, Петър Самарджиев, Никола Жеков, Стефан Стойчев от Карлово, Атанас Бабата, Андон Кьосето (помощник-войвода на четата), Кръстьо Българията, Георги Думчев, Гоце Китин, Гоне Бегинин, Трайко Гьотов, Иван Варналията, Иван Алябака и други. В четата му за 3-4 месеца е и прочутият войвода Христо Чернопеев, който по-късно предвожда собствена чета.

### За него
| „ | От тоя простодушен апостол лъхаше чист идеализъм, себеотрицание, смел организаторски дух, човеколюбие и всеотдайност. Седем години непрестанно той беше на своя пост, гол, бос и окъсан, гладен и жаден, бдеше като часовой на своя пост. | “ |

| „ | Попето е най-голѣмиятъ по значение ученикъ на Дѣлчева. Той е първиятъ войвода на агитационно-организаторска чета. Мих. Апостоловъ Попето е шопъ отъ Софийско. | “ |

| „ | В Тиквешко се случи един път, че вече трети ден нищо не бяхме яли и бяхме много изнурени. Хванахме един овчарин и го пратихме за хляб; всички бяхме изпаднали. Едни спяха, а Попето се кърпеше. Аз седнах до него и бях взел малко отчаяна поза. Той никого не оставаше да се отчайва, той пееше песни, катереше се по дърветата, правеше шеги, разсмиваше ни, изобщо не даваше да се отчайваме. Аз бях се умислил. Той ме погледна и ме попита: „А бе, адаш, какво си се умислил?” Аз му се оплаках, че измежду тоя народ, за който сме решили да дадем и живота си, има и такива, които са готови да ни предадат и пр. Попето отговори: „Знаеш ли, аз не съм тръгнал за тия хора, що ни предават, а за тия хора в народа, които чувствуват и мислят като нас. И ако бяхме срещнали ние тези хора, сигурно те щяха да ни дадат хляб“. Този отговор ми направи впечатление и аз се убедих, че Попето съзнателно се беше предал на революционна работа, а не както някои други войводи, които, тъй да се каже, по инерция бяха потеглили по общото течение. Попето е бил кавалерист, знаеше да стреля с лявата ръка, сетне е бил стражар в София, в Стамболово време, пращали го да слуша в клуба на социалистите и той там намерил, че тези хора не говорят глупости. | “ |